# Дицешти (Прахова)
Дицешти (рум. Dițești) насеље је у Румунији у округу Прахова у општини Филипештиј де Падуре. Oпштина се налази на надморској висини од 288 m.

## Становништво
Према подацима из 2002. године у насељу је живело 3803 становника.

### Попис2002.
| Расподела становништва по националности 2002.‍ | Расподела становништва по националности 2002.‍ | Расподела становништва по националности 2002.‍ | Расподела становништва по националности 2002.‍ | Расподела становништва по националности 2002.‍ |
| --------------------------------------------- | --------------------------------------------- | --------------------------------------------- | --------------------------------------------- | --------------------------------------------- |
|                                               |                                               |                                               |                                               |                                               |
| Румуни                                        | Румуни                                        |                                               | 3.756                                         | 98,8%                                         |
| Роми                                          | Роми                                          |                                               | 44                                            | 1,2%                                          |